# Tamiops
Tamiops es un género de roedores esciuromorfos de la familia Sciuridae conocidos vulgarmente como ardillas listadas del Sudeste asiático. Se distribuyen por la región indomalaya, desde el subcontinente indio hasta la Sonda y las islas Filipinas, pasado por Indochina. La etimología deriva del griego tamias, que signifia dispensador.
Las ardillas listadas del sudeste asiático tienen cinco rayas, desde la piel hasta la cola. No pueden llenar sus mejillas. 

## Especies
Se reconocen las siguientes especies:
- Tamiops mcclellandii (Horsfield, 1840)
- Tamiops maritimus (Bonhote, 1900)
- Tamiops rodolphii (Milne-Edwards, 1867)
- Tamiops swinhoei (Milne-Edwards, 1874)